# Đại hội Đảng Công nhân xã hội dân chủ Nga lần thứ II
Đại hội Đảng Công nhân xã hội dân chủ Nga lần thứ II được tổ chức trong thời gian từ ngày 30/7 - 23/8 (17/7 - 10/8, lịch cũ) năm 1903, bắt đầu tại Brussels, Bỉ (cho đến ngày 6/8) và kết thúc tại London. Có lẽ do áp lực ngoại giao từ Đại sứ quán Nga, cảnh sát Bỉ đã buộc các đại biểu rời khỏi đất nước. Đại hội đã hoàn tất việc thành lập đảng Marxist ở Nga như tuyên bố tại Đại hội 1 Đảng Lao động Dân chủ Xã hội Nga.
Ban tổ chức triệu tập Đại hội lần thứ hai Đảng Lao động Dân chủ Xã hội Nga ban đầu được bầu tại Hội nghị Białystok được tổ chức vào tháng 3 (tháng 4) năm 1902, nhưng ngay sau hội nghị, tất cả các thành viên của Ban đã bị bắt. Theo đề nghị của Lenin, một Ban tổ chức mới đã được thành lập tại một hội nghị Ủy ban Dân chủ xã hội được tổ chức vào tháng 11/1902 tại Pskov. Trong ủy ban này, những người ủng hộ báo Iskra (Spark) chiếm đa số áp đảo.
Theo hướng dẫn của Lenin, Ban tổ chức đã tiến hành công tác chuẩn bị rộng rãi cho Đại hội lần thứ hai. Dự thảo Quy chế triệu tập Đại hội đã được thông qua tại phiên họp toàn thể được tổ chức tại Orel vào tháng 2 năm 1903. Sau phiên họp toàn thể này, các thành viên của Ban tổ chức đã hai lần đến thăm các tổ chức Đảng địa phương nhằm hỗ trợ trong công tác. Với sự tham gia của họ, các ủy ban địa phương đã thảo luận về dự thảo Quy chế, sau đó Ban tổ chức cuối cùng đã phê chuẩn Quy chế và phê duyệt một danh sách các tổ chức địa phương có quyền đại diện tại Đại hội. Ban tổ chức đã chuẩn bị cho Đại hội một báo cáo chi tiết bằng văn bản về các hoạt động của mình.
Có 26 tổ chức tham dự đại hội: tổ chức Giải phóng Lao động, tổ chức Iskra Nga, ban chấp hành Petersburg, tổ chức lao động Petersburg, ban chấp hành Moskva, ban chấp hành Kharkov, ban chấp hành Kiev, ban chấp hành Odessa, ban chấp hành Nikolaev, Liên hiệp Crimean, ban chấp hành Don, Liên hiệp Công nhân Hầm mỏ, ban chấp hành Yekaterinoslav, ban chấp hành Saratov, ban chấp hành Tiflis, ban chấp hành Baku, ban chấp hành Batumi, ban chấp hành Ufa, Liên hiệp Công nhân phương Bắc, Liên hiệp Siberia, ban chấp hành Tula, Ban đối ngoại Bund, ban chấp hành trung ương Bund, "Liên minh đối ngoại phong trào Dân chủ Xã hội Cách mạng Nga", "Liên minh Xã hội Dân chủ Nga hải ngoại", tổ chức "Công nhân phương Nam".
Tổ chức 37 phiên và 43 đại biểu với 51 phiếu biểu quyết (vì nhiều tổ chức không thể gửi đại biểu tham dự, một số đại biểu phải làm hai nhiệm vụ) và 14 đại biểu dự khuyết. Trong số này, 33 người ủng hộ Iskra, tờ báo của đảng, 5 người ủng hộ Bund và có 2 nhà kinh tế (những người theo chủ nghĩa Marx tin rằng công nhân nên tập trung vào kinh tế hơn là chính trị). 6 đại biểu là trung lập.
Phiên họp thứ tư đặt vấn đề liệu đảng có nên ủng hộ chế độ chuyên chính vô sản hay không, tất cả ủng hộ, trừ nhà kinh tế Akimov (Vladimir Petrovich Makhnovets) đã không ủng hộ.
Đại hội này đáng chú ý bởi đảng bị chia tách thành những người Bolshevik và Menshevik do tranh chấp giữa Vladimir Lenin và Juliy Martov về những điểm chính của Cương lĩnh Đảng.
Tại phiên họp thứ 22, Lenin và Martov không đồng ý về cách diễn đạt quy tắc đảng đầu tiên xác định tư cách thành viên. Lenin đề xuất một đảng viên nên là một người "Ai ủng hộ cương lĩnh của đảng, ủng hộ bằng phương tiện vật chất và tham gia với tư cách cá nhân vào một trong các tổ chức đảng". Cách diễn đạt của Martov hơi khác: "cá nhân thường xuyên dưới sự chỉ đạo của một trong các tổ chức đảng".
Tranh chấp về việc đảng có nên có tư cách thành viên lý luận hay liệu đó có phải là một đảng của các nhà cách mạng chuyên nghiệp hay không. Georgi Plekhanov, người sáng lập chủ nghĩa Mác Nga, ủng hộ Lenin. Leon Trotsky, nhà lãnh đạo tương lai của Xô Viết Petrograd, ủng hộ Martov.
Đại hội đã bỏ phiếu 28-23 ủng hộ Martov nhưng sự hỗ trợ của ông bao gồm 7 người Bundists và Nhà kinh tế, những người sau này rút khỏi đảng. Điều này khiến phe của Lenin chiếm đa số nên Lenin gọi phe của mình là Bolshevik hoặc là đa số. Martov chấp nhận điều này, gọi phe phái của mình là Menshevik hoặc người theo chủ nghĩa thiểu số.
Tại phiên họp thứ 27, một trong những nhóm cử tri của đảng, Tổng Lao động Do Thái (Bundist), đã yêu cầu Bund sẽ được công nhận là đại diện duy nhất của tầng lớp lao động Do Thái ở Nga. Một đại biểu Bundist đã tuyên bố rằng tất cả công dân Nga nên có quyền sử dụng ngôn ngữ của họ. Lenin và nhóm Iskra phản đối tuyên bố. Joseph Stalin ủng hộ. Nó đã bị bác bỏ trong cuộc bỏ phiếu ngang phiếu, 23 phiếu thuận và 23 phiếu chống. Tuy nhiên, một tuyên bố tương tự được đề xuất bởi Noe Zhordania (lãnh đạo đảng Dân chủ Xã hội Transcaucasian) đã được thông qua.
Hơn nữa, Bund đề xuất rằng đảng nên có một cấu trúc liên bang, với Bund là một đảng lập hiến. Điều này đã bị bác bỏ 41-5 (5 phiếu trắng). Những người Bolshevik và Menshevik đã thống nhất phản đối đề xuất của Bundist, gọi đó là chủ nghĩa ly khai, dân tộc và chủ nghĩa cơ hội. Sau khi đề xuất của họ bị từ chối, Bund đã rút khỏi Đảng. Hai nhà kinh tế cũng bước ra khi đại hội quyết định rằng người trong Iskra nên đại diện cho đảng ở nước ngoài.
Ban Chấp hành Trung ương Đảng lần thứ 2 được bầu. Có ba ủy viên (Lengnik, Noskov và Gleb Krzhizhanovsky) đều là những người ủng hộ Lenin. Ban biên tập của Iskra đã trở thành Cơ quan trung ương của đảng và bị cắt giảm từ sáu thành ba thành viên (Lenin, Plekhanov và Martov).